# 美国性文化
美国的性（英語：Sexuality in the United States）在美国的不同地区或不同历史时期会有不同的态度。

## 历史变化
在近代早期，美国因为性壓抑而闻名，这部分原因是受到了清教徒的影响。在维多利亚时代，浪漫关系越来越被视为是性行为的重要组成部分。一项关于战间期研究表明，女性在性方面的谨慎程度远远高于男性。在一项民意调查中，47%的女性认为婚前性行为是邪恶的；而男性中则只有28%的人持相同态度。1960年代被认为是美国的性革命时代，这一时期的婚外性行为发生率大幅度增加。

## 媒体舆论
一些學者認為美國媒体是世上最有性挑逗成份的。此一觀點往往認為美國的电影、电视節目、音乐愈來愈露骨——不論在对话上、歌词上，還是行為舉止上也是如此。此外當中可能包含錯誤失實的訊息。一些學者認為仍處於發展階段的青少年較容易被相關訊息誤導。一份2001年的報告指出，媒体是青少年獲得性資訊的第二主要渠道，僅次於學校性教育課程，不過一份2004年報告則稱「媒体仍是獲得避孕訊息的最主要渠道，拋離學校課程及照料者」。
媒体較常在情感方面描述性的壞處，比如内疚、失望，對於像性傳播感染或懷孕般的生物性風險則顯得較為忽視。一項傳媒分析顯示，媒体較常著墨於未婚伴侶的性關係，當中「甚少」會用到避孕套等避孕方法或器具。大多節目或電影不會著墨性行為的後果，只有10%包含性行為場面的節目會交代相關風險及責任，比方說性傳播感染或懷孕。在面向青少年的電視節目當中，九成以上集數提到了性，平均提及次數（每小時）達7.9次。
不過政府的統計數字顯示，自1991年起，從事過性交的青少年及青少年懷孕比率銳減了不少，即使同期媒體愈發露骨。有分析表示，这说明Y世代及Z世代出現了性慾低下及去性化的傾向。

## 人口统计
在2016年，大约有4.1%的美国人自称是女同性恋者、男同性恋者、双性恋者或跨性别者。美国约有99%的成年人是有性欲的；而同时还有1%的成年人是没有任何性欲的。一项研究表明，性与幸福并没有关联，性活跃和无性欲的美国人都呈现出差不多的幸福感。在20岁到29岁这个年龄段中，女性以11%的出轨率略高于男性的10%。

## 法律问题
在美国，只要性行为没有直接或经中介的货币交易行为，经过性同意并达到成年年龄且之间没有血亲关系，那么通常是合法的。

## 当代情况
在21世紀，美國人整體上對同性戀更為寬容，不過仍有不少法律條文反映出異性戀霸權的傾向。一項調查發現Y世代平均比起上一代更少發生性行為。這使得一些分析開始反思有關「年輕一代放蕩不堪」的道德恐慌。OkCupid網站認為波特蘭是全美國最為放蕩的城市。一些研究表明，與歐洲人相比，美國人在性上顯得較為保守及恐懼。